# Parafia Przemienienia Pańskiego w Wieliszewie
Parafia Przemienienia Pańskiego w Wieliszewie – parafia rzymskokatolicka należąca do dekanatu legionowskiego, diecezji warszawsko-praskiej, metropolii warszawskiej Kościoła katolickiego. Erygowana w 1387. Mieści się przy ulicy Modlińskiej. Prowadzą ją księża diecezjalni.